# Melchizedek (Pleska)
Melchizedek, imię świeckie Thomas Alexander Pleska (ur. 20 sierpnia 1942 w Dayton) – biskup Kościoła Prawosławnego w Ameryce.

## Życiorys
Jego ojciec Alexander Pleska urodził się w Brześciu Litewskim i jako dziecko w 1925 razem z rodzicami znalazł się w Stanach Zjednoczonych; jego matka była Ukrainką urodzoną w rodzinie emigranckiej osiadłej w Cleveland. Mimo faktu, iż oboje byli wyznania prawosławnego, Thomas Pleska i jego siostra uczęszczali na zajęcia religii protestanckiej, gdyż w Dayton nie było parafii prawosławnej. Rodzina tylko okazjonalnie udawała się na nabożeństwa do soboru w Cleveland. Thomas Pleska dokonał jednak konwersji na prawosławie jako osoba dorosła, w parafii w Cincinnati. 
Ukończył studia muzykologiczne na uniwersytecie Michigan, a następnie filozoficzne na uniwersytecie Miami. Po studiach pracował jako agent nieruchomości i broker. Jednak na początku lat 80. XX wieku zdecydował się na rozpoczęcie studiów teologicznych w seminarium św. Włodzimierza w Nowym Jorku. Pod wpływem spotkań z zakonnikami klasztoru Simonopetra i Wałaam postanowił również zostać mnichem. W 1985 został diakonem, zaś rok później, 25 marca, został wyświęcony na kapłana przez metropolitę Teodozjusza. W tym samym roku został wykładowcą teologii dogmatycznej w seminarium św. Tichona w South Canaan i spowiednikiem w żeńskim monasterze Świętych Niewiast Niosących Wonności w Otego. W latach 1989–1998 był proboszczem w parafii Świętych Piotra i Pawła w Meriden. 
W 1998 wyjechał do Grecji, gdzie był spowiednikiem w monasterach żeńskich w Tebach i Petras. W 2004 złożył śluby wielkiej schimy, przyjmując imię Melchizedek i otrzymując godność archimandryty. Do Stanów Zjednoczonych wrócił w 2009. 2 kwietnia został wybrany na biskupa Pittsburgha i Zachodniej Pensylwanii. Uroczysta chirotonia biskupia miała miejsce 27 czerwca 2009 w soborze św. Aleksandra Newskiego w Allison Park.
W sierpniu 2011 trafił do szpitala z powodu przepukliny.
W 2014 otrzymał godność arcybiskupa.